# Neothremma
Neothremma är ett släkte av nattsländor. Neothremma ingår i familjen Uenoidae.
Kladogram enligt Catalogue of Life:
| Neothremma | \| \| Neothremma alicia \| \| \| \| \| \| Neothremma andersoni \| \| \| \| \| \| Neothremma didactyla \| \| \| \| \| \| Neothremma genella \| \| \| \| \| \| Neothremma mucronata \| \| \| \| \| \| Neothremma prolata \| \| \| \| \| \| Neothremma siskiyou \| \| \| \| |
|            | \| \| Neothremma alicia \| \| \| \| \| \| Neothremma andersoni \| \| \| \| \| \| Neothremma didactyla \| \| \| \| \| \| Neothremma genella \| \| \| \| \| \| Neothremma mucronata \| \| \| \| \| \| Neothremma prolata \| \| \| \| \| \| Neothremma siskiyou \| \| \| \| |
|            | Farula |
|            | |
|            | Neophylax |
|            | |
|            | Oligophlebodes |
|            | |
|            | Sericostriata |
|            | |
|            | Thremma |
|            | |
|            | Uenoa |
|            | |
|            | Neothremma alicia |
|            | |
|            | Neothremma andersoni |
|            | |
|            | Neothremma didactyla |
|            | |
|            | Neothremma genella |
|            | |
|            | Neothremma mucronata |
|            | |
|            | Neothremma prolata |
|            | |
|            | Neothremma siskiyou |
|            | |

|  | Neothremma alicia    |
|  |                      |
|  | Neothremma andersoni |
|  |                      |
|  | Neothremma didactyla |
|  |                      |
|  | Neothremma genella   |
|  |                      |
|  | Neothremma mucronata |
|  |                      |
|  | Neothremma prolata   |
|  |                      |
|  | Neothremma siskiyou  |
|  |                      |